# Баньё (Эна)
Баньё (фр. Bagneux) — коммуна во Франции, находится в регионе Пикардия. Департамент коммуны — Эна. Входит в состав кантона Суасон-1. Округ коммуны — Суассон.
Код INSEE коммуны — 02043.

## Население
Население коммуны на 2010 год составляло 73 человека.
| 1962 | 1968 | 1975 | 1982 | 1990 | 1999 | 2010 |
| ---- | ---- | ---- | ---- | ---- | ---- | ---- |
| 61   | 52   | 58   | 68   | 61   | 62   | 73   |

## Экономика
В 2010 году среди 48 человек трудоспособного возраста (15—64 лет) 33 были экономически активными, 15 — неактивными (показатель активности — 68,8 %, в 1999 году было 71,8 %). Из 33 активных жителей работали 31 человек (18 мужчин и 13 женщин), безработных было 2 (0 мужчин и 2 женщины). Среди 15 неактивных 4 человека были учениками или студентами, 4 — пенсионерами, 7 были неактивными по другим причинам.